# Mycoplasma phocirhinis
Mycoplasma phocirhinis è una specie di batterio appartenente alla famiglia delle Mycoplasmataceae.